# Biserica „Sf. Nicolae” - Tunari
Biserica „Sf. Nicolae” - Tunari este un ansamblu de monumente istorice aflat pe teritoriul satului Tunari, comuna Tunari.